# شاتسک، روسیه
شهر شاتسک، روسیه (به روسی: Шацк) در کشور روسیه و در اوبلاست ریازان واقع شده‌است.

## نگارخانه

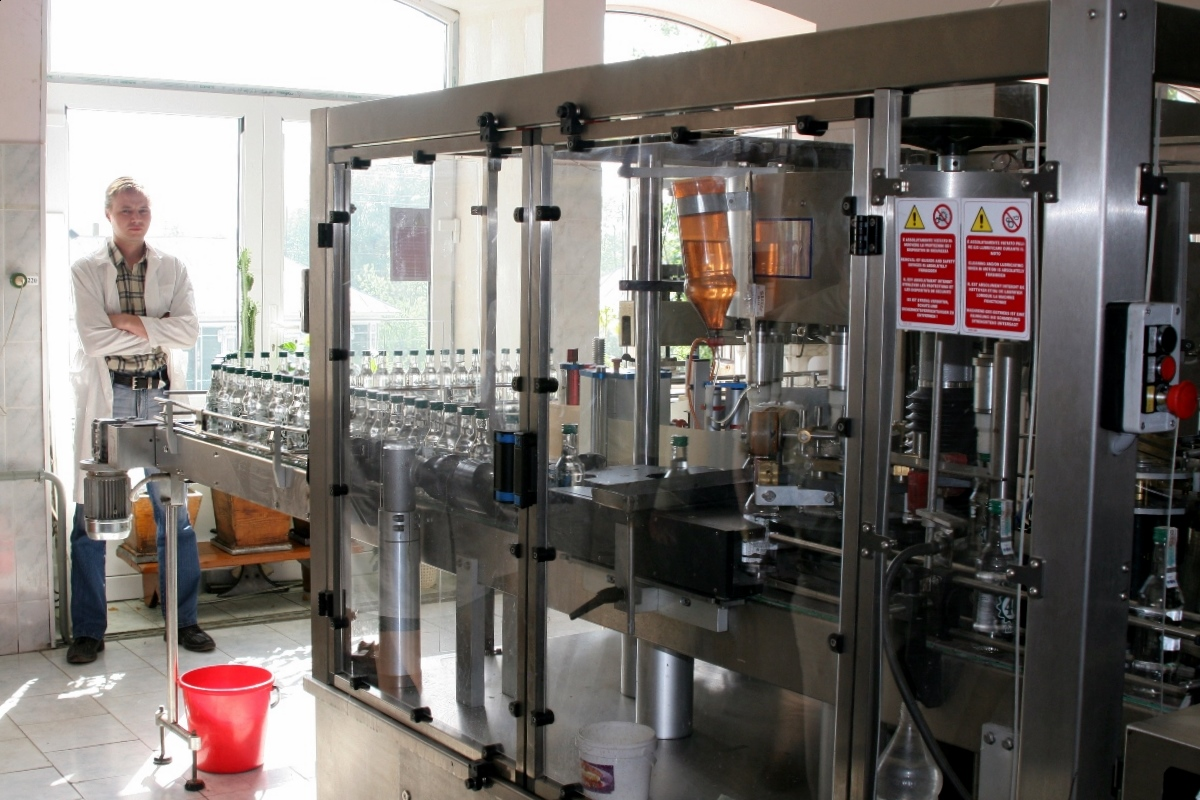
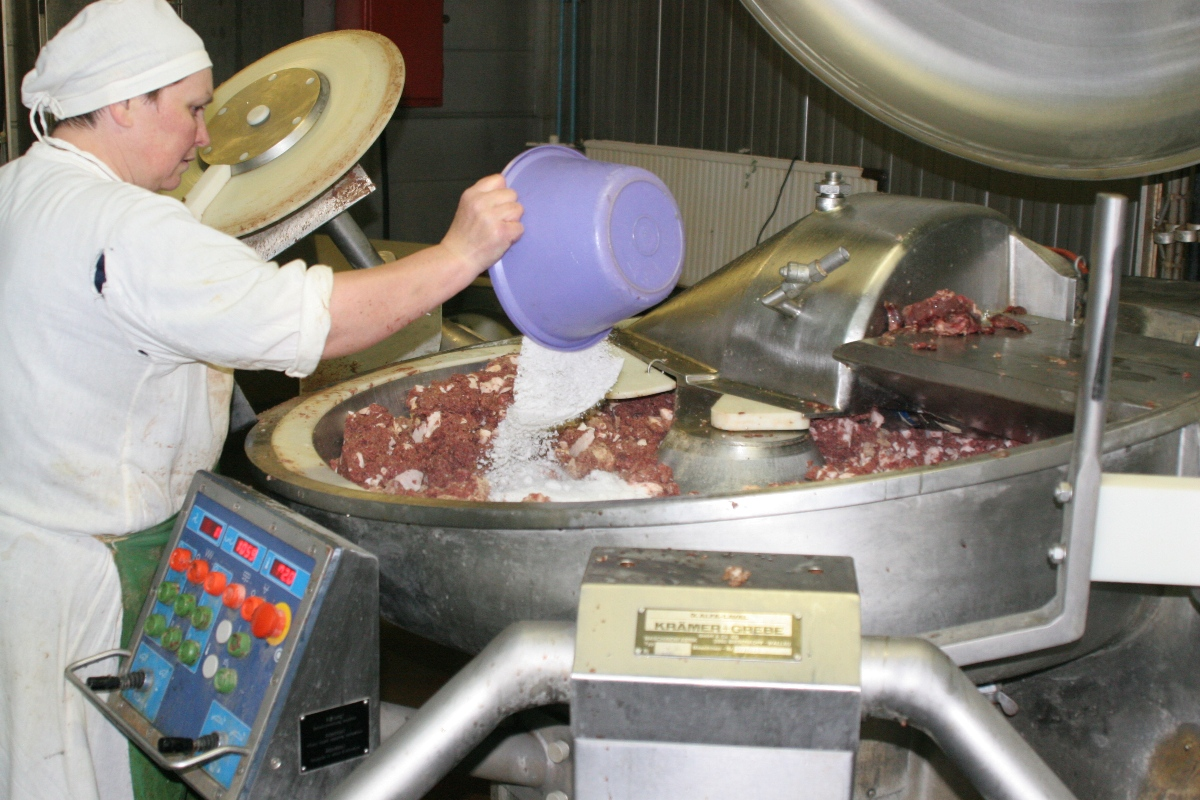